# Artxil d'Imerècia
Artxil (Shah Nazar Khan), nascut el 1647, fill gran de Vakhtang V de Kartli fou rei de l'Imerècia en cinc períodes i va ser també rei de Kakhètia (1664-1676).
Encara que es va fer musulmà durant la seva estada a Pèrsia després va tornar a ser ortodox. El seu pare li va cedir la corona de Imerècia el 1661, però el Shah va ordenar deposar-lo el 1663, i llavors el seu pare li va cedir el regne de Kakhétia el 1664, ofert per Pèrsia. El 1675 va abandonar Kakhètia i va marxar a Imerècia on els turcs li van prometre el tron.
El 1678 el rei Bagrat V d'Imerècia va ser deposat i els turcs van col·locar a Artxil, però el soldà el va fer deposar el 1679. Va fugir a Rússia però no va poder anar a Moscou fins al 1686.
El 1689 va tornar a Imerècia i es va emparar del poder, però dos anys després va haver de fugir altra vegada a Rússia.
El 1695 va poder ocupar altra vegada el tron però el nobles el van deposar el 1696 i es va retirar a la Dvalètia.
El 1698 amb ajuda dels ossets va derrocar a Jordi Gotcha, però els turcs van enviar un exèrcit, va tornar a fugir a Dvalèthia (1698) i més tard va passar a Moscou on va morir el 1713.
A Moscou va establir la primera impremta en georgià. Poeta i home de lletres, va ser autor de les obres il·lustrades Sakartvelos Zneobani (Costums georgians), Dabaaseba Katsisa da soplisa (Argument entre l'home i el món), Dabaaseba Teimurazisa da Rustavelisa (Argument entre Teimuraz i Rustaveli) i els Artshiliani (poemes).